# Камик (Малопольське воєводство)
Камик (пол. Kamyk) — село в Польщі, у гміні Лапанув Бохенського повіту Малопольського воєводства.
Населення — 341 особа (2011).
У 1975-1998 роках село належало до Тарновського воєводства.

## Демографія
Демографічна структура станом на 31 березня 2011 року:
|          | Загалом | Допрацездатний вік | Працездатний вік | Постпрацездатний вік |
| -------- | ------- | ------------------ | ---------------- | -------------------- |
| Чоловіки | 165     | 40                 | 105              | 20                   |
| Жінки    | 176     | 49                 | 91               | 36                   |
| Разом    | 341     | 89                 | 196              | 56                   |